# Mount Corneliussen
Mount Corneliussen ist ein 1540 m (nach britischen Angaben 1220 m) hoher Berg auf Südgeorgien. Er ragt 1,5 km nördlich des Mount Globus am westlichen Ende der Allardyce Range auf.
Der South Georgia Survey kartierte den Berg im Zuge seiner von 1951 bis 1957 dauernden Vermessungskampagne Südgeorgiens. Das UK Antarctic Place-Names Committee benannte ihn 1958 nach den norwegischen Ingenieuren Carl († 1950) und Erling Corneliussen (1898–1975) aus Sandefjord, die zwischen 1923 und 1938 an der Entwicklung und Verbesserung von Gerätschaften für den Walfang beteiligt waren.